# Bazar (województwo łódzkie)
Bazar – wieś w Polsce położona w województwie łódzkim, w powiecie piotrkowskim, w gminie Rozprza. 
W latach 1975–1998 miejscowość administracyjnie należała do województwa piotrkowskiego.